# Ballstraße 8 (Quedlinburg)

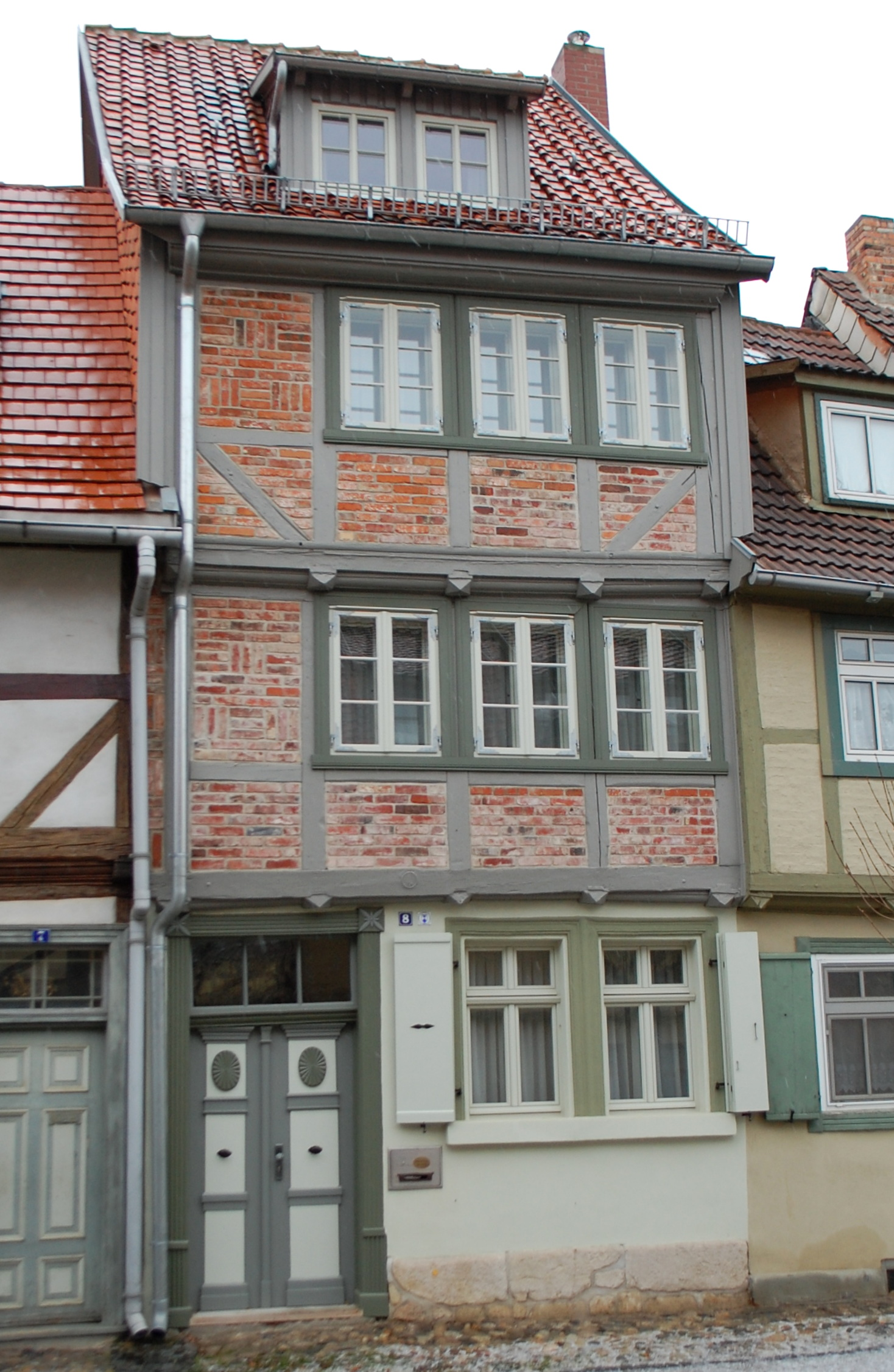
Ballstraße 8

Das Haus Ballstraße 8 ist ein denkmalgeschütztes Gebäude in der Stadt Quedlinburg in Sachsen-Anhalt.

## Lage
Es befindet sich im östlichen Teil der historischen Quedlinburger Neustadt und gehört zum UNESCO-Weltkulturerbe. Direkt nördlich grenzt das gleichfalls denkmalgeschützte Haus Ballstraße 9 an.

## Architektur und Geschichte
Das nur fünf Gebinde breite Fachwerkhaus entstand in der Zeit um 1700. Im Straßenzug ist das Gebäude auffällig, da es zu den wenigen dreigeschossigen Häusern in der sonst von zweigeschossiger Bebauung geprägten Nachbarschaft gehört. Im Quedlinburger Denkmalverzeichnis ist es als Wohnhaus eingetragen. Das Fachwerk weist die für die Bauzeit typischen Schmuckelemente wie Pyramidenbalkenköpfe, Zierausmauerung der Gefache und profilierte Füllhölzer auf. Am zweiten Obergeschoss finden sich Fußstreben.
Die im Stil des Klassizismus gestaltete Haustür entstand um 1830.